# لورنا غراي
لورنا غراي (بالإنجليزية: Lorna Gray)‏ هي ممثلة أمريكية، ولدت في 26 يوليو 1917 في الولايات المتحدة، وتوفيت بنفس المكان في 30 أبريل 2017.

## أعمال

### أفلام
- (1939) السيد سميث يذهب إلى واشنطن

## وصلات خارجية
- لورنا غراي على موقع IMDb (الإنجليزية)
- لورنا غراي على موقع تيرنر كلاسيك موفيز (الإنجليزية)
- لورنا غراي على موقع أول موفي (الإنجليزية)
- لورنا غراي على موقع قاعدة بيانات الأفلام السويدية (السويدية)
- لورنا غراي على موقع قاعدة بيانات الفيلم (الإنجليزية)
- لورنا غراي على موقع كينوبويسك (الروسية)